# Buffalo (Indiana)
Buffalo é uma Região censo-designada localizada no estado americano de Indiana, no Condado de White.

## Demografia
Segundo o censo americano de 2000, a sua população era de 672 habitantes.

## Geografia
De acordo com o United States Census Bureau tem uma área de 
6,6 km², dos quais 6,2 km² cobertos por terra e 0,4 km² cobertos por água. Buffalo localiza-se a aproximadamente 204 m acima do nível do mar.

## Localidades na vizinhança
O diagrama seguinte representa as localidades num raio de 20 km ao redor de Buffalo. 